# 艾司佐匹克隆

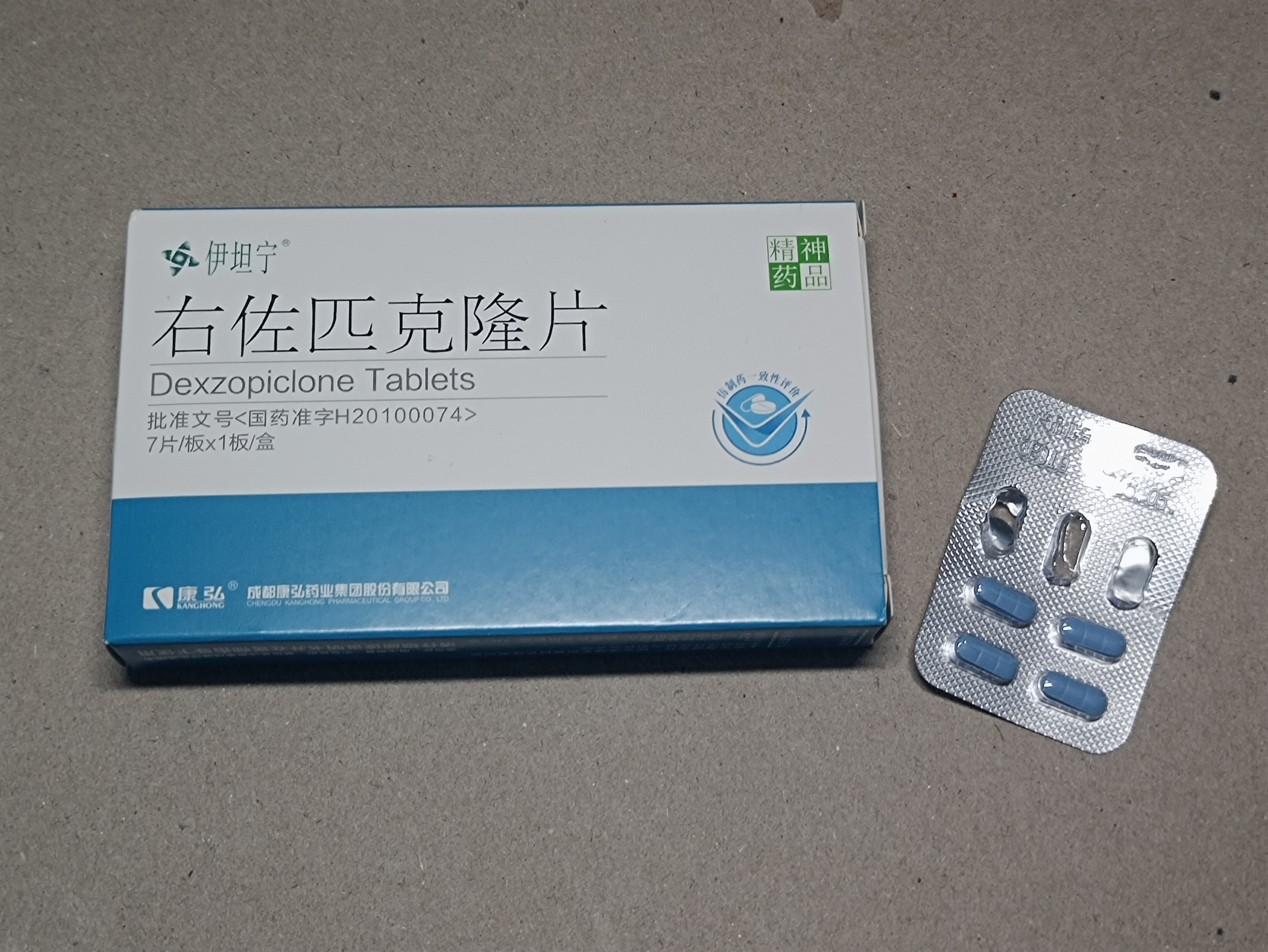
一盒通用名右佐匹克隆

艾司佐匹克隆是一種非苯二氮類的短期鎮定催眠劑，屬於环吡咯酮类化合物，以佐匹克隆右旋異構物具有活性。

## 醫藥用途
主要用於治療失眠，通常短期施用，長期服用容易成癮。這類藥物較常被開給老人使用；和苯二氮類相比副作用比較少，效果比較顯著、快速，因此相當適合耐受力較弱的老人。

## 副作用
相對於消旋的佐匹克隆，艾司佐匹克隆有較少抗膽鹼的副作用。
- 常見症狀：口中有不舒服的苦味和金屬味、頭痛、胸痛、感冒症狀、嘴巴乾、白天睡意濃厚、頭昏、腸胃不適、性慾降低等。

- 較少見的症狀：疹、搔癢、不協調、背痛、排尿疼痛等。

如果服用此藥物之後沒有馬上入睡或只有短暫入睡，醒來時可能導致頭暈及其他症狀。

### 依賴性
使用苯二氮類或非苯二氮類的藥物（如艾司佐匹克隆），可能造成精神、生理上的依賴性；對於有酗酒和藥物濫用習慣的人，更可能成癮。而身體對此藥的耐受性，會隨著時間增加，進而需要更大藥量。

### 過量服用
如果服用過量，可導致精神遲鈍、冠狀動脈血管痙攣和達48小時的昏迷。德克薩斯州毒物控制中心報告,在2005-2006年期間有525人服用此藥物過量，大部分是故意自殺未遂。如果在一個小時內服用過量，可以經由活性碳或是洗胃的方式治療。如果服藥過量超過一個小時以上，就有潛在的致命危機，過量的症狀可以藉由靜脈注射氟马西尼，不过不建議這種混和過量。

## 藥理
作为一种GABAA受体激动剂，艾司佐匹克隆的反应位点在苯二氮類上。此種藥物的口服吸收很快，約1~1.3小時可以達到巔峰；它的半衰期大概為六個小時，經由氧化或去甲基來代謝。

## 相關
- 苯二氮平類藥物
- 佐匹克隆